# 1958 w polityce

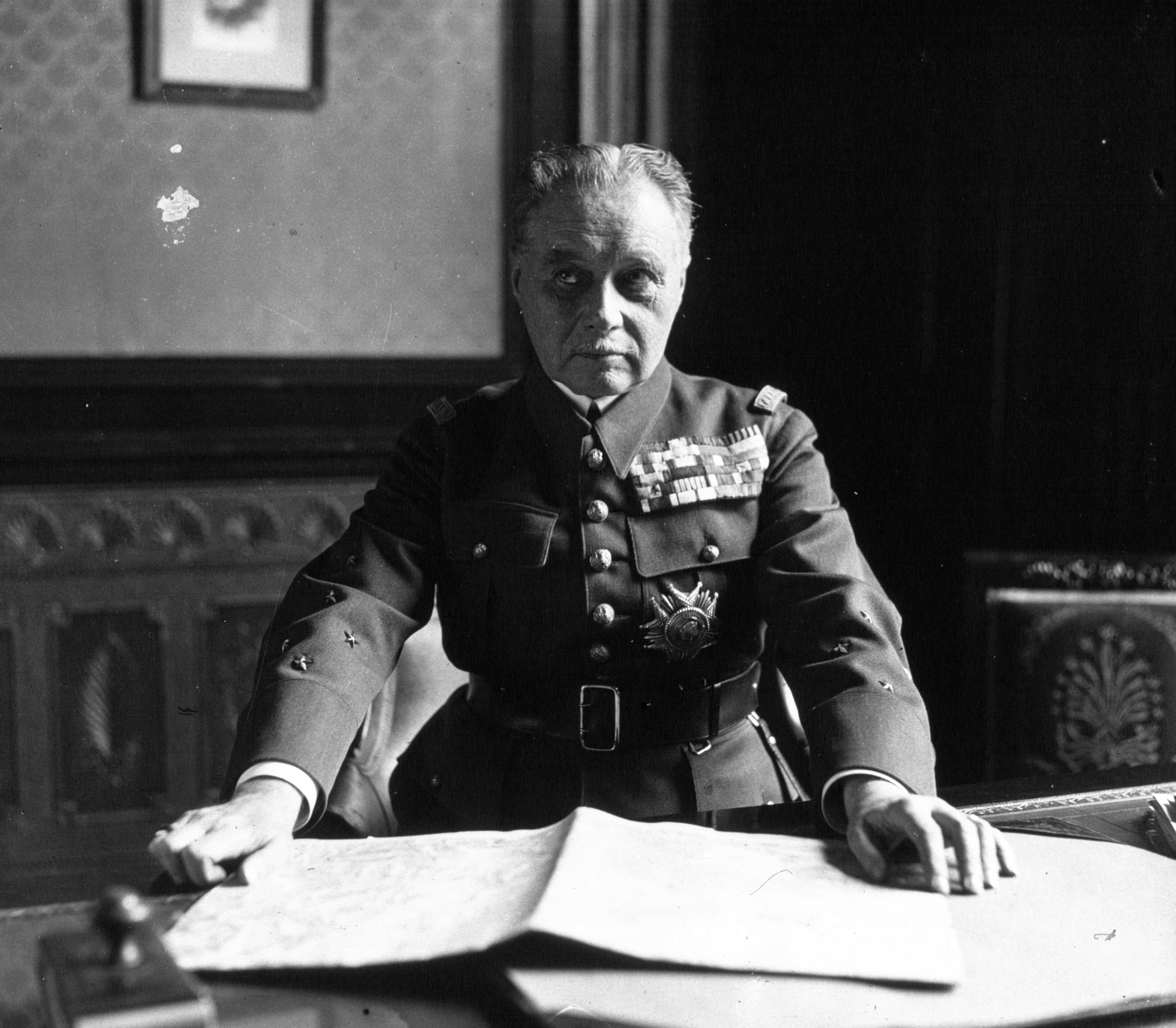
Maurice Gamelin

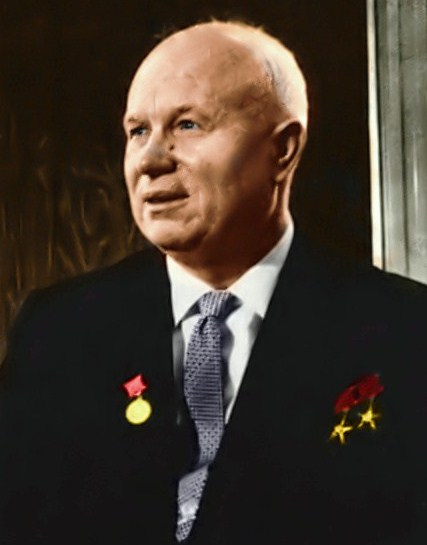
Nikita Chruszczow

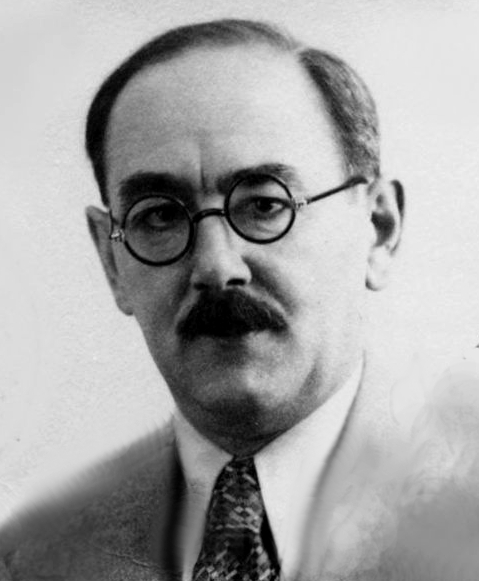
Imre Nagy

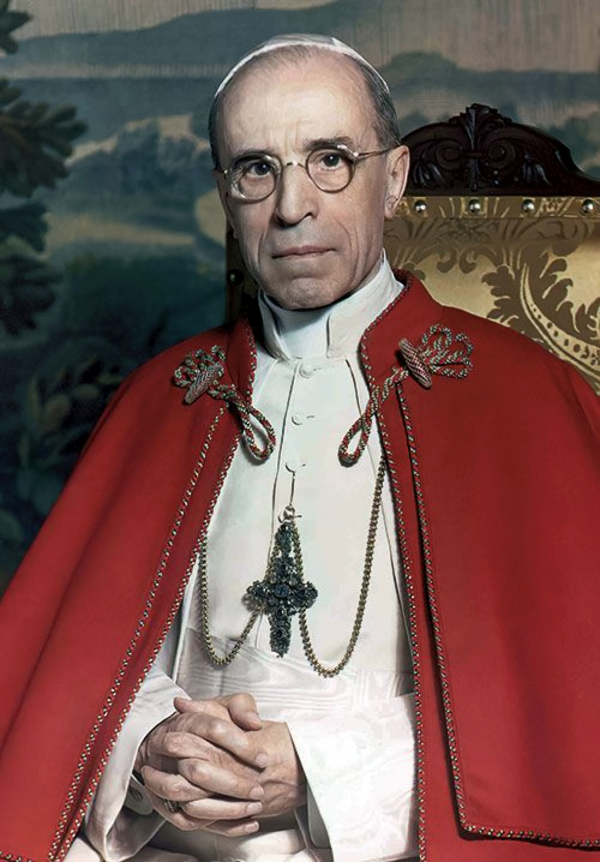
Pius XII

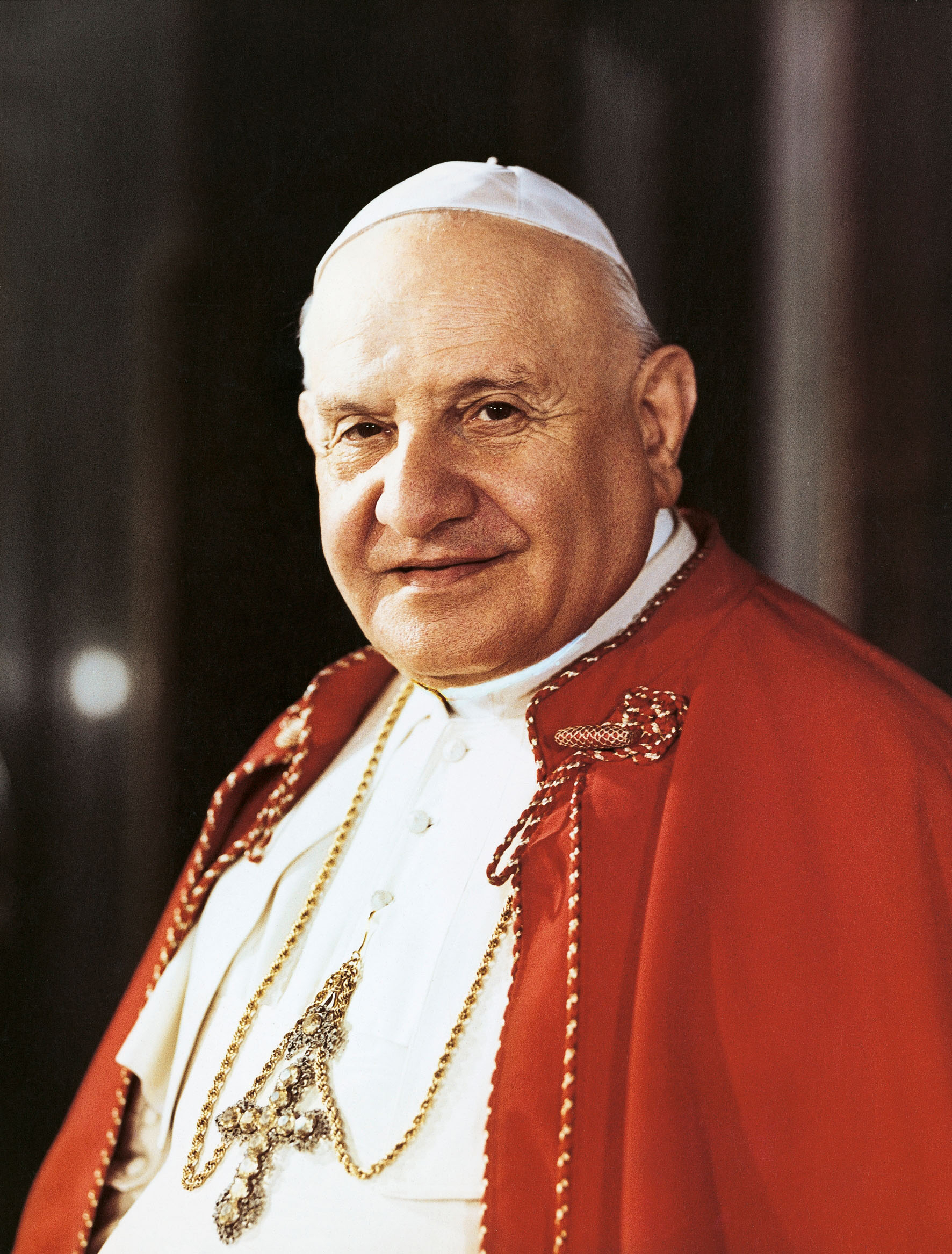
Jan XXIII

Wydarzenia polityczne w 1958 roku.

## Styczeń
- 9 stycznia – urodził się Mehmet Ali Ağca, turecki terrorysta, który w 1981 dokonał zamachu na Jana Pawła II[1].
- 24 stycznia – zmarł Frank L. Shaw, burmistrz Los Angeles[2].

## Luty
- 17 lutego – zmarł Herbert Emery Hitchcock, amerykański polityk[3].

## Marzec
- 27 marca – po rezygnacji Nikołaja Bułganina Nikita Chruszczow objął urząd premiera ZSRR[4].

## Kwiecień
- 1 kwietnia – przywódca kubańskich rebeliantów Fidel Castro zapowiedział, że od 5 kwietnia jego oddziały będą prowadzić regularną walkę z reżimem prezydenta Fulgencio Batisty y Zaldivara[4].
- 18 kwietnia – zmarł Maurice Gamelin, francuski generał[5].

## Maj
- 9 maja – zmarł Joseph Davies, amerykański dyplomata[6].

## Czerwiec
- 16 czerwca – wykonano karę śmierci na skazanych w tajnych procesie liderach węgierskiego powstania w 1956 roku – Imre Nagyu, Pálu Maléterze, Józsefie Szilágyiu oraz Miklósie Gimesie[4].

## Lipiec
- 7 lipca – prezydent Stanów Zjednoczonych Dwight Eisenhower podpisał uchwalę Kongresu, w myśl której Alaska stała się 49. stanem USA[4].
- 14 lipca – w Iraku Abd al-Karim Kasim przeprowadził wojskowy zamach stanu[4].
- 26 lipca – zmarł Eugene Donald Millikin, polityk amerykański[7].
- Na Cyprze doszło do walk pomiędzy Grekami z Narodową Organizacją Cypryjskich Bojowników a żołnierzami brytyjskimi i Turkami[4].

## Sierpień
- 8 sierpnia – zmarł Brendan Bracken, brytyjski polityk[8].
- 10 sierpnia – w Cieśninie Tajwańskiej doszło do pierwszej walki pomiędzy Chinami a Tajwanem[4].

## Wrzesień
- 4 września – wybory prezydenckie w Chile wygrał Jorge Alessandri[4].
- 28 września – Karol Wojtyła został wyświęcony na biskupa[9].

## Październik
- 9 października – zmarł papież Pius XII[10][11].
- 13 października – urodził się Stanisław Ciesielski, polityk PSL, poseł[12].
- 20 października – Fidel Castro wydał dekret powstańczy o reformie rolnej[4].
- 28 października – Angelo Giuseppe Roncalli został papieżem[13][14].

## Grudzień
- 10 grudnia – Pokojową Nagrodę Nobla otrzymał Dominique Pire[4].
- 15 grudnia – Giovanni Battista Montini został mianowany kardynałem[15].
- 21 grudnia – Charles de Gaulle został nowym prezydentem Francji[4].